# Kostel svatého Petra a Pavla (Bezno)
Poutní kostel svatého Petra a Pavla v Bezně je rokokovou sakrální stavbou postavenou podle projektu hraběte Františka J. Pachty z Rájova v letech 1750–1755, která stojí na hlavní křižovatce v obci. Je chráněn jako kulturní památka České republiky.

## Historie
V den svátku Panny Marie Bolestné putovali do Bezna poutníci z blízkého okolí, aby zde vykonali zpověď a přijali svátosti. Ročně přicházelo na pouť průměrně okolo 2000 poutníků.
Objektem zbožné úcty byla barokní socha Panny Marie Bolestné, která byla umístěna ve zvláštní kapli. Když byl pak v letech 1750–1755 postaven nynější kostel, byla socha přenesena do tohoto kostela a umístěna na zvláštním oltáři.

### Program záchrany architektonického dědictví
V rámci Programu záchrany architektonického dědictví bylo v letech 1995-2014 na opravu kostela čerpáno 3 077 000 Kč.
| rok    | 1999  | 2001 | 2003 | 2004 |
| ------ | ----- | ---- | ---- | ---- |
| částka | 1 500 | 800  | 700  | 77   |

## Architektura
Kostel je obdélný, jednolodní. Uprostřed je prostoupený příčnou lodí s poloválcovými křídly. Má půlkruhově uzavřený presbytář, který je obestavěný z boků sakristií a oratoří. Na západě má kostel hranolovou věž, která byla přistavěna v roce 1763 podle projektu Filipa Hegera. Stěny jsou zvenčí členěny pilastry a vysokými okny, která jsou sklenuta do půlkruhu. V příčné lodi má čabraky.
Loď má jako klenbu dvě placky a ve středu má valenou klenbu. Ramena a presbytář jsou sklenuty plackou a konchou. Kostel má nástropní fresky ve vykrajovaných zrcadlech z roku 1764 od Josefa Hagera. Byly vytvořeny s lunetami a pilastry. Zobrazují biblické motivy: 1. (Ježíšův) zázrak na rozbouřeném moři; 2. v iluzivní kupoli je freska znázorňující anděly, kteří přinášejí sv. Petrovi klíč od Nebeského království; 3. výjev Obrácení sv. Pavla a 4. andělé hrající (hudoucí) na strunné nástroje, která byla přemalována v roce 1868 F. Maišaidrem.

### Vybavení
Zařízení pochází z roku 1755. Hlavní oltář je rokokový, rámový. Jsou na něm andělé iluzívně nesoucí bohatý kartušový rám s přemalovým obrazem sv. Petra a Pavla. Boční oltáře jsou portálové, pilastrové. Jeden je opatřen obrazem, zatímco na druhém je zasklená skříň, v níž se nachází Pieta – poutní milostná socha Panny Marie Bolestné. Autorem obrazů křížové cesty je Josef August Bubák.